# ホンダ・ドリーム・ユガ
ドリーム・ユガは、本田技研工業の子会社となるホンダ・モーターサイクル・アンド・スクーター・インディアがインド国内で製造販売するオートバイである。
車名の由来については、ユガを参照のこと。

## 概要
2012年1月、ニューデリーで開催されたデリーオートエキスポに出品。同年度中に製造を開始。30万台という戦略的な年間販売台数が明らかにされた。

## 車両解説
外観は、先行発売されたCBツイスターを踏襲する。
搭載されるエンジンは、スーパー・カブ110用の排気量109cc空冷4ストロークSOHC単気筒エンジンの基本設計を流用し、燃料供給はキャブレター化したものの燃費はインド国内クラストップの72km/l（60km/h定地走行時）をマークする。
46,420ルピーと低価格設定を実施し、インド国内シェアトップのヒーロー社との対抗車種とされた。